# João de Araújo Ferraz
João de Araújo Ferraz foi um político brasileiro do estado de Minas Gerais.
João Ferraz foi deputado estadual de Minas Gerais por cinco legislaturas consecutivas, da 6ª à 10ª legislatura (1967 - 1987), sendo eleito pela ARENA e pelo PDS (último mandato).
João de Araújo Ferraz nasceu em Belo Horizonte, em 29 de setembro de 1920, era advogado e tabelião.
Começou sua carreira política como suplente de deputado na 4ª Legislatura (1959-1963).
Em 1961 fez parte do gabinete de Tancredo Neves, quando este era ministro da Justiça no governo do ex-presidente João Goulart.
Foi deputado estadual de 1967 a 1987, tendo sido primeiro vice-presidente de 1971 a 1972 e presidente da Assembléia Legislativa de Minas Gerais entre 1975 e 1977.
Na ocasião, foi eleito enfrentando a escolha do então governador do Estado, Aureliano Chaves, que havia indicado o então deputado Dênio Moreira, do mesmo partido de Ferraz, a extinta Arena. João Ferraz disputou ainda a indicação da Arena para disputar o governo de Minas, enfrentando o então presidente nacional da Arena, deputado federal Francelino Pereira, que acabou sendo o indicado para o Palácio da Liberdade.
Político habilidoso, toda a sua ação parlamentar foi voltada para a valorização do Legislativo, tendo inclusive resistido ao temido general Bandeira, expoente da linha dura, na época em que o mesmo comandava a 4ª Divisão de Exército em Belo Horizonte.
A 4ª Região Militar (4ª RM) é uma das doze regiões militares do Exército Brasileiro e o General Antônio Bandeira comandou a 4ª Divisão de Exército de 1º de Janeiro de 1976 a 14 de dezembro de 1977, ocasião em que João Ferraz era o Presidente da Assembléia Legislativa do Estado de Minas Gerais.
Só pra se ter uma idéia de quem se tratava General Bandeira, este militar, durante o golpe de 1964, teve atuação destacada como conspirador no movimento que depôs o presidente João Goulart. Referido general, no início dos anos 70, foi chefe interino do Comando Militar do Planalto, onde foi acusado de comandar torturas a presos políticos. Em 1973, Bandeira foi transferido para a chefia do Departamento de Polícia Federal (DPF), onde se fez notar pela forte censura exercida sobre publicações, filmes e peças de teatro.
Pois bem, voltando à história de João Ferraz, na época, o General Bandeira exigiu que a Assembléia Legislativa de Minas Gerais punisse o então deputado Dalton Canabrava, combativo deputado oposicionista do então MDB.
João Ferraz, Presidente da Assembléia Legislativa e, curiosamente, do partido ARENA, o mesmo do governo federal e ainda guardador de resquícios da Ditadura não admitia a intervenção de um militar que tentava obrigar o Legislativo Mineiro a sucumbir à pressão subjetiva do general.
Ficou famosa a reação do Deputado João Ferraz durante uma ligação telefônica recebida onde o militar exigia a punição do deputado do MDB. Irritado, João Ferraz desligou o telefone enquanto o General Bandeira ainda falava, num ato conhecido como “desligou o telefone na sua cara”, demonstrando que a força e fibra de João Ferraz não se acanhava ante a ameaça de um militar mesmo sendo ele o General Bandeira.
Segundo o meio jornalístico, em especial citando o periódico político Novo Jornal, (Belo Horizonte, DRT TEM nº 000311/MG, Diretor Responsável: Jornalista Marco Aurélio Flores Carone), até hoje João Ferraz é considerado o melhor presidente do Poder Legislativo no Estado.
Ele, depois de vencer a mencionada disputa com Dênio, viajou a Brasília onde conversou com o general Golbery do Couto e Silva e com o então presidente Ernesto Geisel. Tornou-se um grande amigo de Aureliano Chaves, tendo a sua gestão sido marcada pela abertura de CPIs de grande repercussões, mencionando a título de exemplo, a que envolveu a Minerações Brasileiras Reunidas – MBR – solicitada pelo então deputado Jorge Orlando Flores Carone.
Também realizou diversos simpósios, e foi principal entusiasta e organizador do primeiro simpósio a discutir questões ambientais em Belo Horizonte. Nesse evento, discutiu-se a siderurgia e a implantação da Açominas em Minas, e a questão da agropecuária no Estado.
Uma curiosidade em sua vida privada, embora fosse um homem baixo, João de Araújo Ferraz destacou-se como jogador de basquete na antiga representação do Cruzeiro Esporte Clube.
De uma família de políticos tradicionais, Adalberto Ferraz foi o primeiro prefeito de Belo Horizonte. Seu irmão Jorge Ferraz, junto com os doutores Tancredo Neves, Renato Azeredo e Jorge Carone Filho, foram dos primeiros nomes a integrar o MDB. Seu sobrinho, Paulo Ferraz, também foi um deputado estadual de destaque nos quadros peemedebistas.
João de Araújo Ferraz faleceu em 27 de outubro de 2.010, em sua residência, na cidade de Belo Horizonte, deixando viúva a senhora Angelina Ferraz, além de filhos e netos.